# Kleinhelfendorf

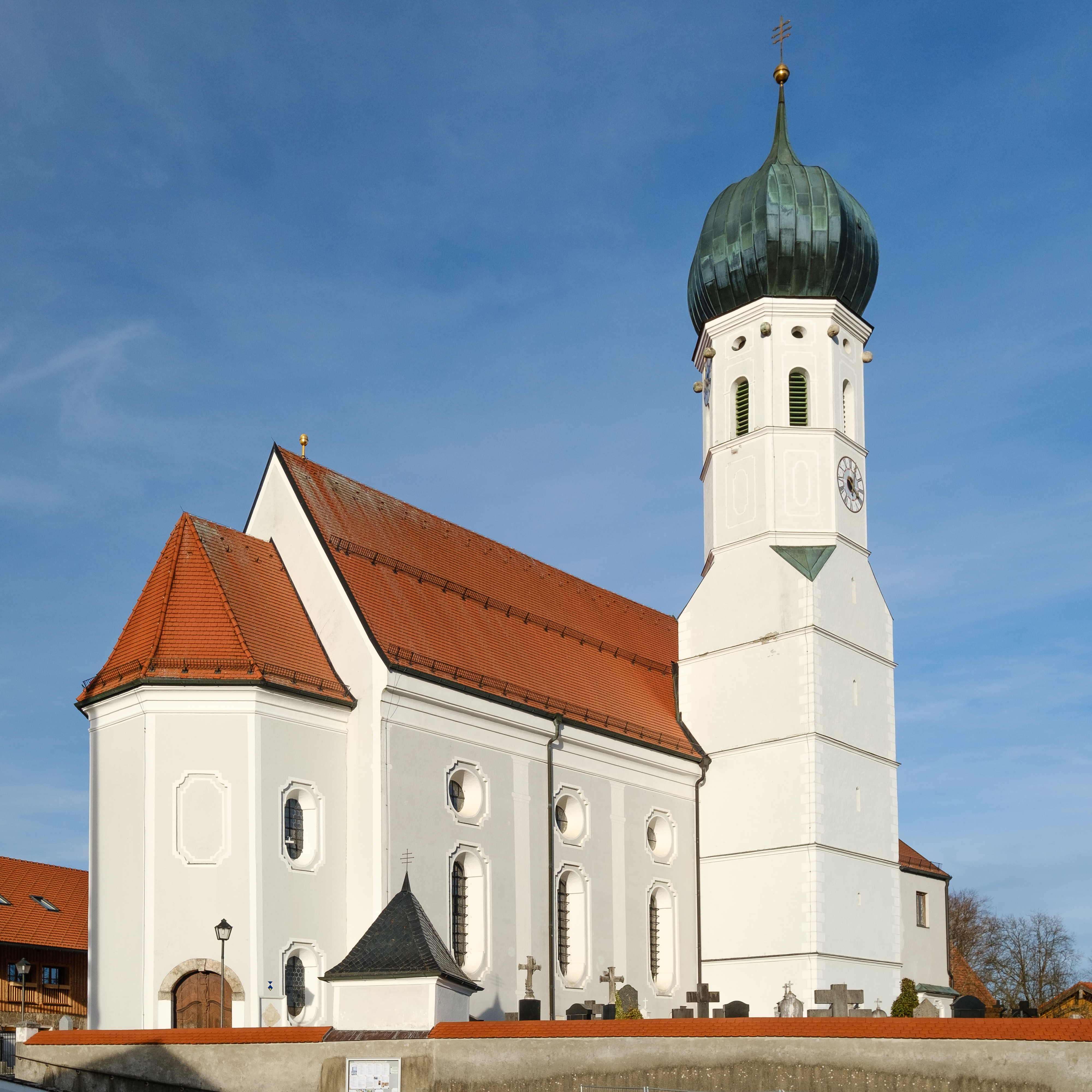
Pfarrkirche St. Emmeram

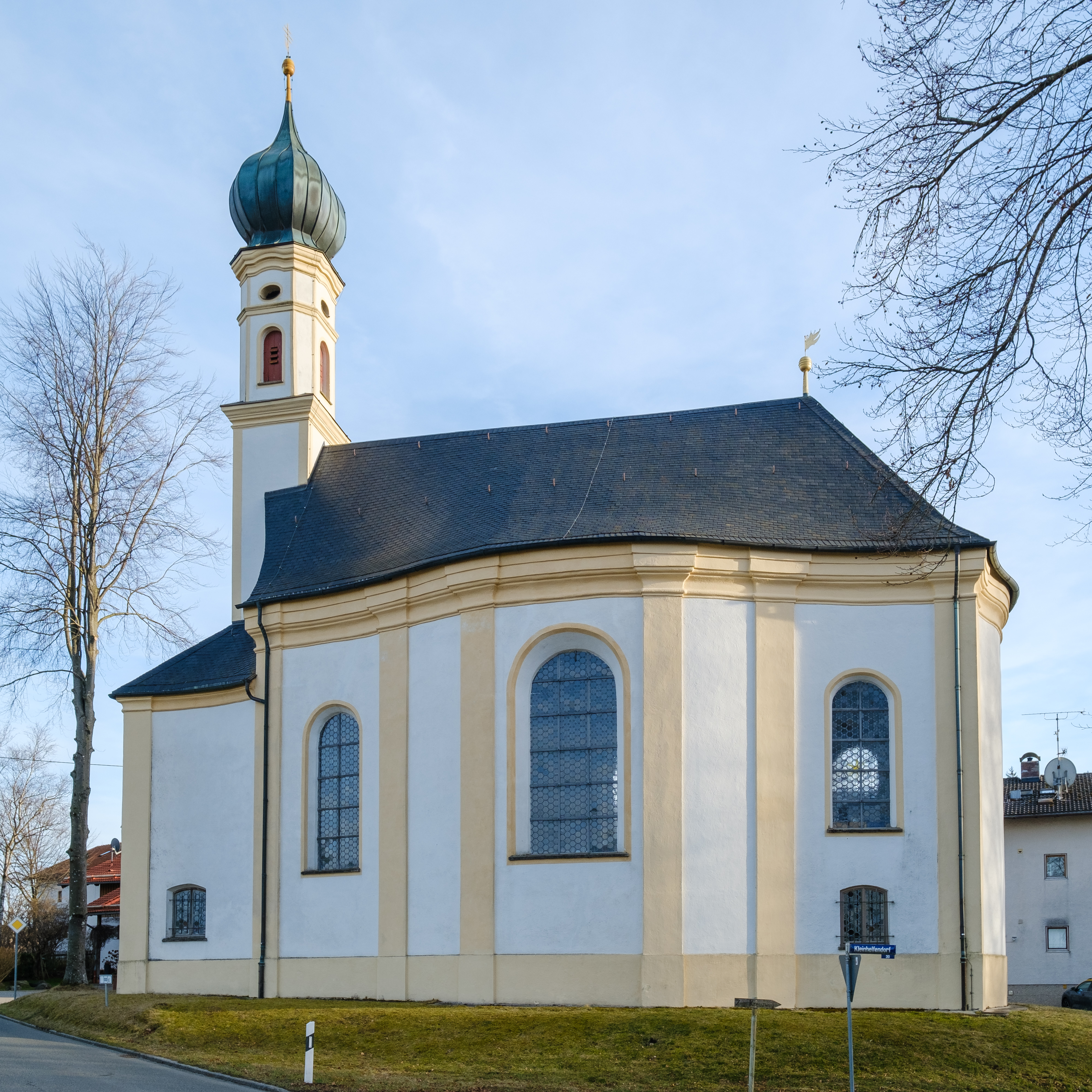
Marterkapelle in Kleinhelfendorf

Kleinhelfendorf ist ein Pfarrdorf in der Gemeinde Aying im oberbayerischen Landkreis München. 

## Geographie
Das Pfarrdorf liegt 800 Meter östlich von Großhelfendorf. Am 1. Mai 1978 schlossen sich die Gemeinden Helfendorf (Großhelfendorf, Kleinhelfendorf und 13 weitere Ortsteile) und Peiß (mit den Ortsteilen Aying und Dürrnhaar) im Zuge der Gemeindegebietsreform zur neuen Einheitsgemeinde Aying zusammen.  Das Dorf hat 141 Einwohner (Stand: 23. März 2023).

## Sehenswertes
Sehenswert ist die barocke Pfarrkirche St. Emmeram. Der Chor wurde bereits 1466 erbaut, das heutige Langhaus 1668/69 auf einem romanischen Vorgängerbau errichtet.
Im Jahr 1631 wurde die Marterkapelle zu Ehren des heiligen Emmeram von Regensburg errichtet. Dieser wurde im Jahr 652 in Kleinhelfendorf gemartert.
Für weitere Sehenswürdigkeiten siehe die Liste der Baudenkmäler in Kleinhelfendorf und das Ensemble Kleinhelfendorf.

## Bodendenkmäler
Siehe: Liste der Bodendenkmäler in Aying